# Казецкая, Мария
Мари́я Антони́на Казе́цкая (пол. Maria Antonina Kazecka; 1880, Заложцы, Австро-Венгрия — май 1938, Львов, Польская Республика) — польская поэтесса, писательница, культурный и общественный деятель.

## Биография
Родилась в семье польского офицера, повстанца 1863 года. Училась в частной львовской гимназии и учительской семинарии. Принимала активное участие в культурно-литературной жизни Львова. Была редактором журнала «Żywy Dziennik». Член Общества взаимопомощи польских литераторов и артистов.
В 1913 году инициировала проведение творческих вечеров, концертов, выставок и представлений польских артистов в Киеве.
Участница Польско-украинской войны и битвы за Львов в 1918 году. Была медсестрой, принимала участие в сражениях в разных районах Львова. Командовала отрядом вспомогательной женской регулярной и добровольческой армии. Получив тяжёлое ранение, стала инвалидом.
Во время Польской Республики занималась литературным творчеством. Издала 5 сборников поэзии, публиковала стихи и новеллы на страницах «Gazety Lwowskiej» и «Kuriera Lwowskiego». Автор воспоминаний о пребывании в Польше в 1914 году писателя Джозефа Конрада, биографии Яна Каспровича.
В своих произведениях описала героические действия Львовских орлят
Умерла в мае 1938 года. Её похороны были организованы за счет бюджета города Львова. Похоронена на Кладбище защитников Львова.

## Избранные произведения
Сборники стихов
- Kędy milczy słońce (1903)
- Akwarelle (1904)
- Poezje, Tom III (1905)
- Poezje (1907)
- Utwory poetyckie wierszem i prozą (1900—1910)
- Lwów w pieśni poetów lwowskich (1919, антология)
- Kwiaty dalekie, Tom V[13] (1932)

Проза
- Leciutki romans Pani Tuty
- Pod Szyfrą (повесть, издана под псевдонимом Lady Capris)
- Z «Wierszy dla Ciebie»

## Награды
- Крест Независимости
- Крест Храбрых
- Крест Обороны Львова